# 世界樹の迷宮II 諸王の聖杯
『世界樹の迷宮II 諸王の聖杯』（せかいじゅのめいきゅうツー しょおうのせいはい、英題：Etrian Odyssey II: Heroes of Lagaard）は、アトラスから2008年2月21日に発売されたニンテンドーDS用ロールプレイングゲーム。『世界樹の迷宮』の続編。アメリカでは同年6月18日に発売。
2023年6月1日には、本作と『世界樹の迷宮』『世界樹の迷宮III 星海の来訪者』をHDリマスター化したオムニバスソフト『世界樹の迷宮Ⅰ･II･III HD REMASTER』がNintendo Switch/Steam向けに発売された。また、同日には各作品単体のダウンロード版も発売される。

## システム
前作と比較して、インターフェイスの改良や新職業の追加、各職業のバランス調整などが行われている。

### 基礎フレーム
プレーヤーは冒険者ギルドを結成して冒険者を登録し（登録最大人数は30人）、最大で5人からなるパーティーを組んでダンジョン探索・踏破に挑む。DS本体の下部液晶画面にダンジョンマップを書き込める要素は健在で、ギミックを表現できるアイコンの追加などによってより使いやすくなっている。前作は迷宮を地下へ潜る形だったのに対し、今作は上階を目指して迷宮を登るタイプのダンジョンになっている。
ダンジョン踏破が最大の目標ではあるが、ダンジョンの探索が進むごとに酒場にて様々なクエストを受けることも出来、そのクリア報償を得るだけでなく公国ハイ・ラガードの背景や、その住人たちが抱える様々な事情を窺い知ることもある。

### 戦闘システム
ターン制のバトルシステムを踏襲しているが、前作での「BOOST」システムの代替として「FORCE」システムが採用され、戦闘を繰り返して「FORCE」ゲージを限界まで溜めたキャラクターは「FORCE」ゲージを全消費して「フォーススキル」を発動することが出来る。フォーススキルは各職業ごとに1つずつ存在する。
また今作からは、前作から引き続き敵の弱点属性（火・氷・雷・毒）のほかに、壊・突・斬の物理属性が追加された（正確には概念が強化され、専用の対抗アイテムも追加された）。これにより、敵に対して物理面での弱点も念頭に置くようにされており、各職業の特質をより鮮明にし、パーティ編成や戦略に組み入れるよう期待されている。
敵の攻撃技にもこの属性が適用されており、プレイヤー側がそれらを軽減するアイテム（耐ミスト系）も用意されてはいるが、敵の技がどの属性によるものかを判断する手段はゲーム中存在しない。

### モンスター・『F.O.E.』
「Field on Enemy」の略。厳しいゲームバランスを誇った前作と変わらずモンスターの攻撃は熾烈だが、さらに様々な変更が加えられている。決まったコースをうろつくのみでパーティーが近付いても追尾してこないタイプから、特定箇所に留まって索敵を続け、パーティーを発見すると追尾してくるタイプ、プレイヤーは移動できない壁を突破してくる飛行タイプ、DS下部のマップに表示されないステルスタイプなど様々な行動パターンが追加され、パズル要素が大きく強化された。
また戦闘能力も大幅に強化され、基本的にその階層の適正レベルのパーティーでは一瞬で全滅させられるほどの攻撃力を持ち、各F.O.Eに合わせた装備・アイテム・戦略を用いなければ撃破は困難となった。また撃破しても経験値は獲得できなくなり、入手できるのは素材のみとなった。これらの変更は「倒すべき強力なモンスター」止まりになってしまった前作F.O.Eの反省を踏まえたもので、本作ではあくまで「避けるべき障害」として調整されている。とはいえ素材入手によって強力な装備が解禁されるというメリットは健在で、また図鑑コンプリートのためには避けては通れないため、いずれは（あるいは早期に）戦うことも同時に想定されている。

### 前作プレーヤーへの特典
前作をクリアすると出現するパスワードをゲーム開始時に入力することで、前作で使用していたギルド名を引き継いだり（ギルドメンバーまでは引き継げない）前作クリア時に貰えるアイテムを入手出来る（効果は大幅に弱体化されている）などの特典があるが、一部イベントやクエストの難易度が上昇するなどのデメリットも存在する。

### 職業
前作から3つ職業が増えており、12種類の職業から5人パーティを組んで迷宮を攻略していくこととなる（なお、冒険者ギルドには最大30人まで登録できる）。職業ごとに固有スキルを持っている他、特定の職業がいないと進めない道等もある。

#### 前作からの職業
ソードマン
剣・斧を駆使して前衛で奮闘する戦士。重装備が可能なため、攻撃役とともに壁役も同時に担える。他メンバーの属性攻撃との連携も変わらず健在。
レンジャー
弓とダンジョン探索、アイテム採取のスペシャリスト。今作では攻撃職としては大幅に弱体化され、ダンジョン探索を快適にするスキルが強化されている。
パラディン
盾を使用したスキルなどでPTを守護する、防御に特化した職。反面、攻撃力は前衛としては低い。
ダークハンター
鞭と剣を使いこなす、スピードと状態異常攻撃に秀でたアタッカー。やや守備に不安はあるが、鞭を使用しての「縛り」攻撃は特にボス相手に有効。
メディック
全職中で唯一蘇生スキルを使用出来る回復特化職。強力な杖を持たせることで前衛として育てることも可能。
アルケミスト
数々の属性術を操る、属性攻撃のスペシャリスト。今作では物理属性や無属性のスキルも習得出来るが、消費TPも多いため乱用はできない。
バード
歌で味方を鼓舞する攻撃補助に秀でた職。前作で猛威を振るったいくつかの歌は削除・弱体化されているものの、基本的な運用法は変わらない。
ブシドー
異国より来たりし「刀」を振るう攻撃特化職。スピードに優れた前衛型で、全職中でもトップクラスの攻撃力を発揮する反面、守備には相当な不安を抱える。
カースメーカー
「呪言」を用いて敵の戦力を削ぐ弱体特化職。ほぼ全ての状態異常スキルを扱え、一部の攻撃スキルも強力。

#### 新職業
ガンナー
その名の通り銃を使って戦う。後衛からの遠距離攻撃や属性攻撃、部位攻撃が可能。しかし、スピードが遅いため、攻撃が当たりにくい。なお、パッケージやスタート画面等に出演している金髪女性ガンナーのイラストには、帽子にジャックフロストの顔を象った丸いバッジがついている。
ドクトルマグス
「癒し」と「破壊」の双方を併せ持つ「巫術」を用いて戦う。イラストでは槍のような武器（杖の先に剣を取り付けている）を装備しているが実際は剣か杖で戦い、「巫剣技」では剣を駆使して状態異常の敵に有効なスキルを使用し、「巫術」では回復から攻撃補助まで習得可能。専門職ほどではないが、前衛でも後衛でも戦えるオールラウンダー。
ペット
その身を挺して冒険者を守ろうとする、忠義深い獣。強靭な肉体を生かした高い攻撃力や野生ならではの特殊行動が特徴。クマとパンダ、トラと狼がいる（外見のみの違いであり、能力は同じ）。なおペットのみ最初は登録できず、ストーリー進行によって解禁される。

## ストーリー
「空飛ぶ城」へ繋がっているという伝説を持つ、「世界樹」と呼ばれる巨大な神木を崇めているハイ・ラガード公国。ある時、世界樹の中に巨大な迷宮が発見された。公国の大公は迷宮の調査の為に大陸全土にお触れを出した。「空飛ぶ城」の伝説の解明、そして富と名誉を得るために数々の冒険者が訪れたが、誰一人として迷宮を踏破するものは現れなかった。物語は1人の旅の冒険者（プレイヤー）が街の門を潜るところから始まる。

## 登場人物

### 街の人たち
宿屋の店員 / フロースの宿
前作とは打って変わって、大柄な体格のいわゆる「古きよき日本のおかあちゃん」的容貌の女主人。性格も大らかで包容力を感じさせる言動が多い。自称「若い頃の自分にそっくり」な、内気で病弱な娘がいる。
なお、前作に比べ宿賃は据え置きとなり、利用しやすくなっている。1個100enでアイテムを保管してくれる「預かり所」でもある。
宿屋の娘 / フロースの宿
宿屋の店員の娘。母親とは似ても似つかない、華奢で内気な少女。病弱で、定期的に樹海の清浄な空気を吸う必要がある。プレイヤー達を慕っている。
通常のイベントを進めただけでは登場せず、とあるクエストでお目にかかることが出来る。
治療士 / 公国薬泉院
『超執刀 カドゥケウス』の主人公「月森 孝介」にそっくりの青年。前作のDr.キタザキと違いこちらははっきりと本人であるとの明示はされていない。
大変な心配性で、常にプレイヤー達の健康状態を気遣っている。
助手 / 公国薬泉院
『超執刀 カドゥケウス』の登場人物「利根川 アンジュ」にそっくりの女性。こちらも前述の治療士と同様、本人であるとの明示はされていない。
樹海の木が枯れる謎の病気を調査しており、プレイヤー達を巻き込んで騒動を起こす。
交易所の売り子 / シトト交易所
髪に飾られた大きなひまわりと、赤いほっぺが特徴の少女。プレイヤー達を慕っており、時に繕い物やクッキーの差し入れをしてくれるなど献身的なところを見せる。
時々交易所の職人である父親が彼女の話に出てくることがあるが、宿屋の娘と違いプレイヤーの前に姿を現すことはない。
店の主人 / 鋼の棘魚亭
屈強な体格と豪快な性格の荒くれ冒険者が集う酒場に相応しい風貌の男。口が悪く金の絡む話に目がないが、面倒見はいい。
樹海に興味があるようで、階層を進むごとに樹海の様子について聞いてくる。ゲームの進行によりプレイヤー達が有名になってくると、その知名度を利用して商品を作ろうとするなどちゃっかりした面もある。
ギルド長 / 冒険者ギルド
シリーズ唯一の女性ギルド長。フルアーマーで体を覆っているため普段は顔は分からないが、よく見ると長髪が見えるほか、とあるクエストで素顔を見せる。見かけや堅めの口調とは裏腹にさばけた態度でプレイヤー達に接し、しばしば助言を与えてくれる。動物が苦手。
大臣 / ラガード公宮
ハイ・ラガード公国の按察大臣。病に倒れた大公を看護する公主を補佐し、大公快癒のために世界樹の迷宮の何処かにあると伝わる「諸王の聖杯」を手に入れるべく、プレイヤー達に様々なミッションを依頼する。無類の学問好きでもある好々爺。
公女 / ラガード公宮
ハイ・ラガード公国の公女。病に倒れた父・大公の代理として公国を治めている。自らも剣を振るい、父を救うため迷宮へと「諸王の聖杯」を求める勇敢な少女。その容姿はアトラスが開発した『プリンセスクラウン』の主人公に瓜二つだが、本人であるとの明示はされていない。
フロースガル
公国でも実力派のギルド、「ベオウルフ」のリーダー。クロガネと言う名のペットを引き連れている。柔らかだが芯の通った物腰で、迷宮に挑戦しはじめて日の浅いプレイヤー達に様々な助言を与えてくれる。
迷宮の奥に潜むモンスターとは浅からぬ因縁があるようで、中でも第一階層の最上部に鎮座する「獣王」と呼ばれる魔物に対しては、並々ならぬ執着を見せる。
アーテリンデ
「ベオウルフ」と比肩する実力を備えた有名ギルド、「エスバット」の女性リーダー。
戦闘と回復を共にこなす巫医で、その実力はハイ・ラガード公国でも屈指。
くだけた口調ながら幾度と無く、プレイヤー達に対して警告を発し、迷宮の探索を止めさせようとする。
樹海で命を落とした姉が上帝によってスキュレーに造り替えられたため、彼女を護るために冒険者を排除していた。
ライシュッツ
「エスバット」所属の銃士であり、アーテリンデの守り役でもある老爺。
「魔弾の銃士」の二つ名を冠する凄腕のガンナーで、迷宮探索を続けるプレイヤー達に対して切り立つような殺意も顕わに探索を諦めるよう言い放つ。
クアナーン
迷宮の途中で出会う翼人。翼人の中のリーダー的存在であり、メインストーリーのみならずクエストや裏シナリオにもかかわる人物。
上帝
翼人達から『全能なるヌゥフ』と崇められる存在。
汚れた大地を捨て天空へと逃げた人間たちの長で、天空の環境に適応できず命を落とす民たちのために不老不死を研究していた。
現在は機械の体となっており、迷宮を進む冒険者を実験台に魔物へと造り替えることで研究を継続している。

### ボス
キマイラ
炎の魔人
アーテリンデ
ライシュッツ
スキュレー
上帝によって魔物として蘇ったアーテリンデの姉。
ハルピュイア
ジャガーノート
オーバーロード
敵として戦う際の上帝の名称。
ゴーレム
始原の幼子
ワイバーン
サラマンドラ
ヘカトンケイル
偉大なる赤竜
氷嵐の支配者
雷鳴と共に現る者

## スタッフ
- ディレクター：小森成雄（Shigeo Komori）
- キャラクターデザイン：日向悠二（Yuji Himukai）
- モンスターデザイン：長澤真（Shin Nagasawa）
- サウンドコンポーズ（音楽）：古代祐三（Yuzo Koshiro）

## 関連商品
オリジナルサントラCD/古代祐三 〜世界樹の迷宮II ピアノスケッチver.〜
早期購入者特典として配布された、全7トラックからなる、ゲーム使用楽曲のピアノバージョンを収録したサウンドトラック。CD-EXTRAには各楽曲の譜面も収録。

## 漫画（雑誌連載）
『月刊ComicREX』（一迅社）にて、2008年3月号から2009年2月号まで『世界樹の迷宮II 〜六花の少女〜』というタイトルで連載されていた。上下巻で単行本化されている。漫画はFLIPFLOPsが担当。
『新・世界樹の迷宮2』が発表された際に続編の「冒険者の絆」が「週刊 ファミ通」に掲載され、ゲーム中の同名のクエストにマナリィとクロウドと思われるガンナーとブシドーが登場している。
- 株式会社アトラス（原作）・FLIPFLOPs（漫画）『世界樹の迷宮II 〜六花の少女〜』一迅社〈IDコミックス REXコミックス〉、全2巻
  1. 上巻 2008年11月8日発売[6]、ISBN 978-4-7580-6115-5
  2. 下巻 2009年4月9日発売[7]、ISBN 978-4-7580-6142-1

### ストーリー
ハイ・ラガードの少女マナリィは「世界樹の迷宮」に潜り込んだ時、謎の巨大な魔獣と遭遇してしまう。ある冒険者のガンナーが囮になったおかげで助かったものの、その後恩人のガンナーが死んでいることだけが判明し、その時遭遇した「吹雪を呼ぶ魔獣」のことはわからずじまい。4年後、修行の旅に出たマナリィはガンナーとなってハイ・ラガードに帰還。今度は冒険者として再び「世界樹の迷宮」へと挑む。

### 登場人物
マナリィ（ガンナー女）
本作の主人公。パーティーのリーダー。かつて自分が遭遇した「吹雪を呼ぶ魔獣」と再び会うために樹海に挑む。
クロウド（ブシドー男）
口は悪いが面倒見のいい男。当初はマナリィの勧誘を撥ね付けるものの、一人で樹海に挑んだマナリィを見捨てられず、結局パーティーに加わる。
シノン（ドクトルマグス女）
マナリィの修行時代、同時期にドクトルマグスの修行を積んでいた女性。マナリィからは「シノン姉」と呼ばれる。修行時代にはマナリィが迷宮に挑む時には必ず力を貸すと約束していた。修行を終える前に師匠の元を飛び出したマナリィを連れ戻すためにハイ・ラガードへやって来る。胸が大きい。
ルーク（ペット虎）
シノンが昔怪我をしているところを拾ってきて以来ずっと一緒にいる大きな虎。育ての親であるシノンには弱いが、クロウドに対しては割と容赦がない。
ブルーレイン（カースメーカー女）
クールで皮肉屋、少々図々しい面もあるが根は素直な少女。通称「レイン」。かつて自分のいたパーティーを潰滅させた「吹雪を呼ぶ魔獣」を見つけ出し復讐するために、魔獣を倒せる実力があるかどうか見極めようと、マナリィたちのパーティーを監視する。
イチカ（ガンナー女）
引退した元冒険者で、マナリィの銃の師匠。
セルグリム（ガンナー男）
ハイ・ラガードで現在名実共に最強と名高いギルド「フレースヴェルグ」を率いるリーダー。隻眼で右目に眼帯をつけている。
サコンジ（ブシドー男）
ギルド「フレースヴェルグ」に所属する、老ブシドー。
イヅナ（ブシドー女）
ギルド「イワフネ」を率いるリーダー。蓑による防寒仕様のサラシブシ子。
アリア（ドクトルマグス女）
ギルド「イワフネ」の一員。
ガウェイン（パラディン男）
ギルド「イワフネ」の一員。
クレイ（ダークハンター）
ギルド「イワフネ」の一員。
ロカ（レンジャー男）
ギルド「グレイホーク」を率いるリーダー。
セロン（メディック男）
ギルド「グレイホーク」の一員。殴りメディツク。
プラム（バード女）
ギルド「グレイホーク」の一員。ピンクのツインテ。マナリィの友人。弓が得意。第三階層ではコートで防寒していた。
ミリィ
ステラ
テッド
ロラン（パラディン男）
ロッシュ（ソードマン男）
クラン（アルケミスト男）

## 漫画（アンソロジー）
- 「世界樹の迷宮II 諸王の聖杯 コミックアンソロジー」
  - 一迅社 IDコミックス DNAメディアコミックス（ISBN 978-4758004374）
  - 2008年4月25日発売
- 「世界樹の迷宮II 諸王の聖杯 キャラクターズコミックアンソロジー」
  - 光文社 火の玉ゲームコミックシリーズ（ISBN 978-4334806873）
  - 2008年2月28日発売